# Lutjanus notatus
Lutjanus notatus es una especie de peces de la familia Lutjanidae en el orden de los Perciformes.

## Morfología
• Los machos pueden llegar alcanzar los 25 cm de longitud total.

## Alimentación
Come peces  y crustáceos

## Hábitat
Es un pez de mar de clima tropical y asociado a los  arrecifes de coral que vive entre 10-50 m de profundidad.

## Distribución geográfica
Se encuentra en Mozambique, Sudáfrica (KwaZulu-Natal ), Madagascar, Reunión y Mauricio.